# Bompensiere
Bompensiere è un comune italiano di 470 abitanti del libero consorzio comunale di Caltanissetta in Sicilia.

## Geografia fisica

### Territorio
Il territorio comunale è disposto quasi al centro della Sicilia, in un'area collinare la cui altezza media sul livello del mare è di 290 metri. Si estende su un versante del monte Marrobio allungandosi da sud-est a nord-ovest per circa un chilometro.
L'abitato è disposto lungo un'unica via principale, sui cui lati si articolano le case, quasi uniformemente distribuite.
Il punto più basso del centro abitato si trova a nord-ovest, ad una quota altimetrica di circa 270 metri sul livello del mare (Piana Giarre); il punto più alto si trova a sud-est ad una quota di circa 320 metri sul livello del mare (Contrada Portella).
È attraversato dal fiume Gallo d'Oro che delimita il confine con il territorio di Mussomeli, dal torrente Nadure che delimita il confine con il territorio di Milena e dal torrente Salito che in parte delimita il territorio con quello del comune di Montedoro e in parte attraversa quello di Bompensiere.
Tutto il territorio ha un'estensione di 19,74 km2.

## Storia

### Età moderna
L'insediamento abitativo nacque intorno al 1557 quanto i contadini che lavoravano le terre di quella zona e venivano da i paesi limitrofi vi si stabilirono definitivamente.
La nascita ufficiale del comune di Bompensiere è considerata il 2 maggio 1628 quando don Ottavio Lanza ottenne dal viceré Francesco Fernandez de la Curva la licentia populandi ovvero la concessione di poter edificare un nuovo villaggio che doveva essere composto da 80 famiglie. Per edificare questo villaggio scelse uno dei 29 feudi che dal 1486 faceva parte della Baronia di Mussomeli, il feudo Nadore, zona già abitata da contadini. Alla morte di don Giovanni Lanza, che non aveva figli legittimi, gli subentrò il fratello Ottavio. Nacque così il villaggio di "Bompenzeri" da cui deriva il nome moderno di Bompensiere. Nel 1700 contava circa 200 anime; verso la metà del Settecento venne inaugurata la chiesa del S.S. Crocifisso, unica chiesa presente sul territorio; la cappella nel cimitero fu costruita molto tempo dopo. Nel 1868 il comune fu soppresso e aggregato al comune di Montedoro.

### Età contemporanea
Nel 1911 il comune fu ricostituito.
Bompensiere ebbe l'indipendenza politica e amministrativa nel 1911 quando padre Montalto, prete del paese, diventò sindaco dopo essersi battuto per l'autonomia del paesino. 
Nel 1915, quando l'Italia entrò in guerra, da Bompensiere partirono 80 uomini; ne morirono una decina. In seguito allo sbarco alleato in Sicilia il paese venne bombardato pesantemente dai tedeschi allo scopo di impedire il passaggio sul ponte sul fiume Gallo d'Oro unica strada per l'entroterra siciliano, Caltanissetta e oltre.
Durante la seconda guerra mondiale, nel corso di un bombardamento da parte della Luftwaffe (Wehrmacht), un aeromobile della Royal Air Force uno Supermarine Spitfire venne abbattuto da un Messerschmitt Bf 109 tedesco, lo Spitfire precipitò e si schiantò sul territorio comunale più precisamente dove oggi si trova l'ufficio postale.

### Simboli
Nello stemma azzurro, a tre bande d'argento, è raffigurato un albero sradicato e frondoso. Il gonfalone è un drappo di azzurro.

## Società

### Evoluzione demografica
Abitanti censiti

## Economia
A Bompensiere erano attive la solfara Scimè e la solfara Marchese.

## Amministrazione
Di seguito è presentata una tabella relativa alle amministrazioni che si sono succedute in questo comune.
| Periodo         | Periodo          | Primo cittadino              | Partito              | Carica  | Note  |
| --------------- | ---------------- | ---------------------------- | -------------------- | ------- | ----- |
| 20 giugno 1989  | 20 febbraio 1992 | Salvatore Maria Saia         | Democrazia Cristiana | Sindaco | [ 6 ] |
| 14 marzo 1992   | 2 dicembre 1993  | Francesco Licata             | Democrazia Cristiana | Sindaco | [ 6 ] |
| 31 gennaio 1994 | 25 maggio 1998   | Enrico Diliberto             | Democrazia Cristiana | Sindaco | [ 6 ] |
| 25 maggio 1998  | 27 maggio 2003   | Calogera Capobianco          | centro-destra        | Sindaca | [ 6 ] |
| 27 maggio 2003  | 17 giugno 2008   | Salvatore Licata             | lista civica         | Sindaco | [ 6 ] |
| 17 giugno 2008  | 11 giugno 2013   | Salvatore Gioacchino Losardo | lista civica         | Sindaco | [ 6 ] |
| 11 giugno 2013  | 21 aprile 2018   | Salvatore Gioacchino Losardo | lista civica         | Sindaco | [ 6 ] |
| 5 ottobre 2020  | in carica        | Salvatore Virciglio          | lista civica         | Sindaco | [ 6 ] |